# Russell Hornsby

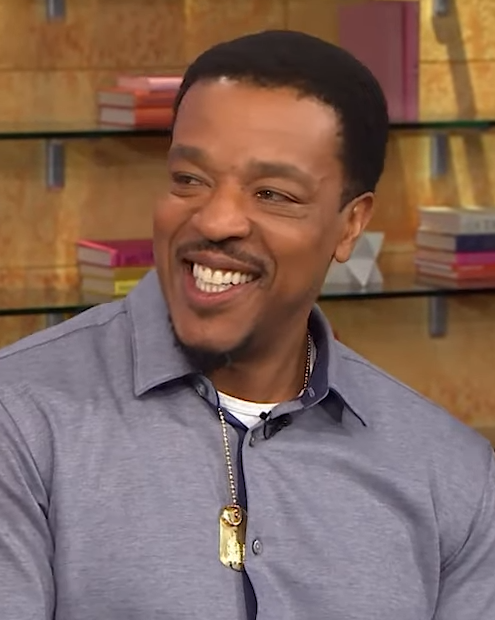
Russell Hornsby, 2020

Russell Hornsby (* 15. Mai 1974 in Oakland, Kalifornien) ist ein US-amerikanischer Schauspieler.

## Leben
In seiner Schulzeit, die Russell Hornsby an der  St. Mary’s College High School in Berkeley verbrachte, spielte er American-Football. Dies gab er jedoch auf, um zu schauspielern. Seine erste Theaterrolle war eine Rolle in The Wiz – Das zauberhafte Land. Nach seinem Schulabschluss besuchte er die Boston University. Danach setzte er sein Studium an der University of Oxford fort.
Nach Abschluss dieses Studiums zog er nach New York City und arbeitete am Off-Broadway. 1990 entschied Hornsby sich dann, nach Los Angeles zu ziehen, um in Filmen und im Fernsehen zu erscheinen. Seine erste Rolle war 1999 die des Guy in Woo. Im selben Jahr folgte noch ein Auftritt in Law & Order. Ein Jahr später erschien er kurz in dem Film Meine Braut, ihr Vater und ich, bevor er zwischen 2000 und 2001 in der Serie Gideon’s Crossing eine Hauptrolle innehatte. 2002 folgte eine Rolle in Haunted. Es folgten Auftritte in Grey’s Anatomy (2005), Law & Order: Special Victims Unit (2005) und Playmakers. Von 2007 bis 2009 war er in der ABC-Family-Serie Lincoln Heights als Eddie Sutton zu sehen. Seine Laufbahn umfasst außerdem noch Gastrollen in Good Wife (2010), Shameless (2011) und Suits (2011). Von 2011 bis 2017 gehörte Russell Hornsby des Weiteren zum Hauptcast der Serie Grimm. Er spielte dort neben David Giuntoli, Silas Weir Mitchell und Sasha Roiz den Detective Hank Griffin.

## Filmografie (Auswahl)
- 1999: Woo
- 1999: Law & Order (Fernsehserie, Folge 10x06)
- 2000: Meine Braut, ihr Vater und ich (Meet the Parents)
- 2000–2001: Gideon’s Crossing (Fernsehserie, 20 Folgen)
- 2002: Lügen haben kurze Beine (Big Fat Liar)
- 2002: Haunted (Fernsehserie, 11 Folgen)
- 2003: Girlfriends (Fernsehserie, Folge 3x24)
- 2003–2006: Playmakers (Fernsehserie, 12 Folgen)
- 2005: Grey’s Anatomy (Fernsehserie, Folge 1x07)
- 2005: Get Rich or Die Tryin’
- 2005: Law & Order: Special Victims Unit (Fernsehserie, Folge 7x10)
- 2006: In Justice (Fernsehserie, Folge 1x01)
- 2007–2009: Lincoln Heights (Fernsehserie, 43 Folgen)
- 2009: In Treatment – Der Therapeut (In Treatment, Fernsehserie, 6 Folgen)
- 2010: Good Wife (The Good Wife, Fernsehserie, Folge 1x12)
- 2011: Shameless (Fernsehserie, 2 Folgen)
- 2011–2015: Suits (Fernsehserie, 2 Folgen)
- 2011–2017: Grimm (Fernsehserie)
- 2016: Fences
- 2018: Seven Seconds (Fernsehserie)
- 2018: The Hate U Give
- 2019: Creed II – Rocky’s Legacy (Creed II)
- 2020: Lincoln Rhyme: Der Knochenjäger (Lincoln Rhyme – Hunt for the Bone Collector, Fernsehserie)
- 2021: BMF (Fernsehserie)
- 2021: Lost in Space – Verschollen zwischen fremden Welten (Fernsehserie, 5 Folgen)
- 2022: Chase (Last Seen Alive)
- 2022: Mike (Miniserie)
- 2025: The Woman in the Yard

## Auszeichnungen (Auswahl)
Screen Actors Guild Award
- 2017: Nominierung als Mitglied des Besten Schauspielensembles in einem Film (Fences)[3]